# Sarcopodium tortuosum
Sarcopodium tortuosum är en svampart som först beskrevs av Carl (Karl) Friedrich Wilhelm Wallroth, och fick sitt nu gällande namn av S. Hughes 1958. Sarcopodium tortuosum ingår i släktet Sarcopodium, divisionen sporsäcksvampar och riket svampar.   Inga underarter finns listade i Catalogue of Life.